# Papa Pio VII
Papa Pio VII, in latino: Pius PP. VII, al secolo Barnaba Niccolò Maria Luigi (in religione Gregorio) Chiaramonti (Cesena, 14 agosto 1742 – Roma, 20 agosto 1823), è stato il 251º vescovo di Roma (250º successore di Pietro) e papa della Chiesa cattolica dall'anno 1800 alla morte; apparteneva all'ordine benedettino. Il 15 agosto 2007, a seguito dell'apertura del processo di beatificazione, gli è stato attribuito il titolo di Servo di Dio.

## Biografia

### Vescovo e Cardinale

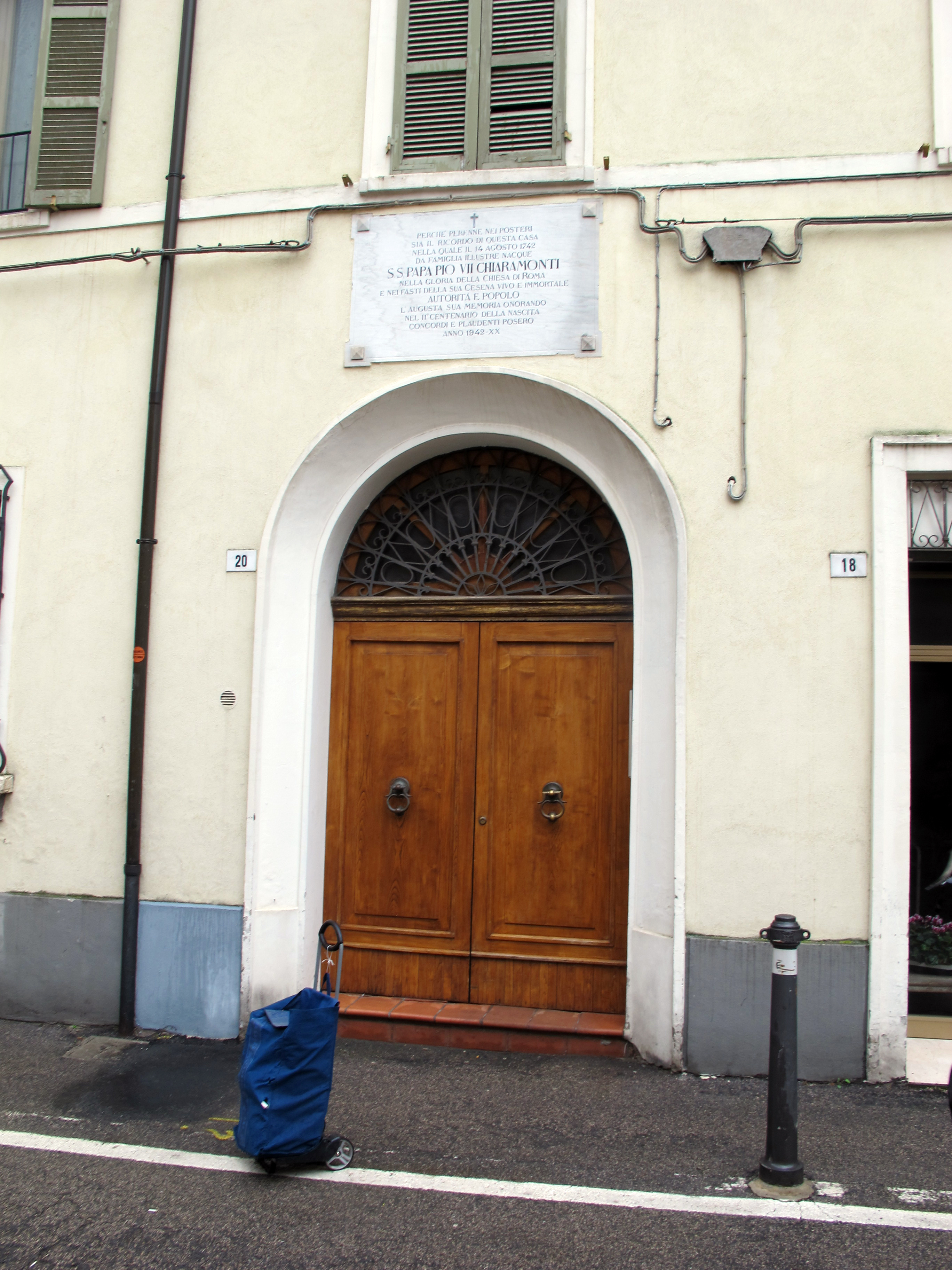
La casa natale del papa a Cesena

Nacque a Cesena, penultimo figlio del conte Scipione Chiaramonti e di Giovanna Coronata Ghini, dei marchesi Ghini, nobile casato di Romagna, Conti, Patrizi di Cesena e di San Marino, Cavalieri di San Giovanni e Frieri dell'Ospedale di Santo Spirito. La madre, donna di profonda religiosità, entrerà in seguito tra le monache Carmelitane a Fano. I Chiaramonti erano esponenti della nobiltà di Cesena al pari dei Braschi, famiglia di papa Pio VI, con cui avevano stretti rapporti.
Al contrario dei suoi fratelli, non completò gli studi nel Collegio dei nobili di Ravenna ma, all'età di 14 anni, entrò nel monastero benedettino di Santa Maria del Monte nella sua città natale, prendendo il nome di Gregorio. I suoi superiori, resisi conto delle capacità del giovane, lo inviarono prima a Padova e successivamente a Roma al collegio di Sant'Anselmo, nell'abbazia di San Paolo fuori le mura, perché si perfezionasse nello studio della teologia.
Divenuto professore di teologia, cominciò a insegnare nei collegi dell'ordine a Parma (San Giovanni Evangelista) e a Roma. Nel febbraio 1775, con l'elezione a papa del concittadino Angelo Braschi, fu nominato priore dell'Abbazia benedettina di San Paolo a Roma. Il 16 dicembre 1782, Pio VI lo nominò vescovo di Tivoli. Il 14 febbraio 1785, per l'eccellente condotta tenuta in questa carica, ricevette la porpora cardinalizia e la cattedra vescovile di Imola.
Qui venne ricordato soprattutto per il suo carisma personale e per il suo amore per la cultura. Il Chiaramonti non faceva mistero di possedere nella sua biblioteca perfino l'Enciclopedia di d'Alembert. Del resto erano note le sue aperture alle idee moderne: nel 1797 suscitò scalpore la sua omelia di Natale, pronunciata nella cattedrale di Imola, in cui sosteneva la conciliabilità del Vangelo con la democrazia: “La forma di Governo Democratico adottata fra di noi, o dilettissimi Fratelli, no non è in opposizione colle massime fin qui esposte, né ripugna al Vangelo; esige anzi tutte quelle sublimi virtù, che non s'imparano che alla scuola di Gesù Cristo, e le quali, se saranno da voi religiosamente praticate, formeranno la vostra felicità, la gloria e lo splendore della nostra Repubblica”.

### Il conclave
Alla morte di Pio VI il Sacro Collegio, convocato dal decano cardinal Giuseppe Albani, si riunì in conclave a Venezia sotto ospitalità austriaca, poiché in quel periodo Roma era occupata dalle truppe francesi. Prima ancora che iniziasse il conclave la situazione politica a Roma era mutata. Il 19 settembre 1799 i francesi avevano abbandonato l'Urbe; il 30 settembre la città era stata occupata dai napoletani, che avevano posto fine alla Repubblica Romana.
I cardinali, appena 35, quasi tutti italiani, si riunirono il 30 novembre 1799 nel monastero di San Giorgio. Ben presto i voti si concentrarono su due candidati: il cardinale Alessandro Mattei, arcivescovo di Ferrara, antifrancese, e il cardinale Carlo Bellisomi, vescovo di Cesena, la cui posizione era più conciliante. Passarono tre mesi interi senza che si delineasse una soluzione. Per uscire dallo stallo monsignor Ercole Consalvi, il segretario del conclave, propose un terzo candidato: il vescovo di Imola, Barnaba Chiaramonti. In poco tempo i voti si concentrarono su di lui. Anche il cardinale e arcivescovo francese Jean-Siffrein Maury ebbe un ruolo decisivo nella sua elezione.
Il 14 marzo 1800 Chiaramonti fu eletto papa all'unanimità. Risultò scontata quindi la scelta del nome pontificale: decise, infatti, di chiamarsi Pio VII in onore del predecessore Pio VI, suo concittadino e grande amico a cui doveva la nomina a vescovo di Imola e la porpora cardinalizia. L'imperatore d'Austria chiese al nuovo pontefice la cessione delle Legazioni di Bologna, Ferrara, Imola e Ravenna. Pio VII rispose negativamente alle pretese imperiali; decise peraltro di conservare il titolo di vescovo di Imola. Francesco II, contrariato, vietò l'incoronazione del papa nella basilica di San Marco. Pio VII fu incoronato nella basilica di San Giorgio Maggiore.
Il nuovo pontefice si trattenne nel Veneto per alcuni mesi, durante i quali visitò quasi tutte le chiese e ricevette l'omaggio di tutte le congregazioni religiose; durante tale periodo effettuò una visita a Padova, dove era stato da giovane a Santa Giustina. Nonostante la contrarietà dell'imperatore d'Austria, che lo voleva residente in Veneto, il nuovo pontefice scelse di recarsi a Roma.

### Il pontificato

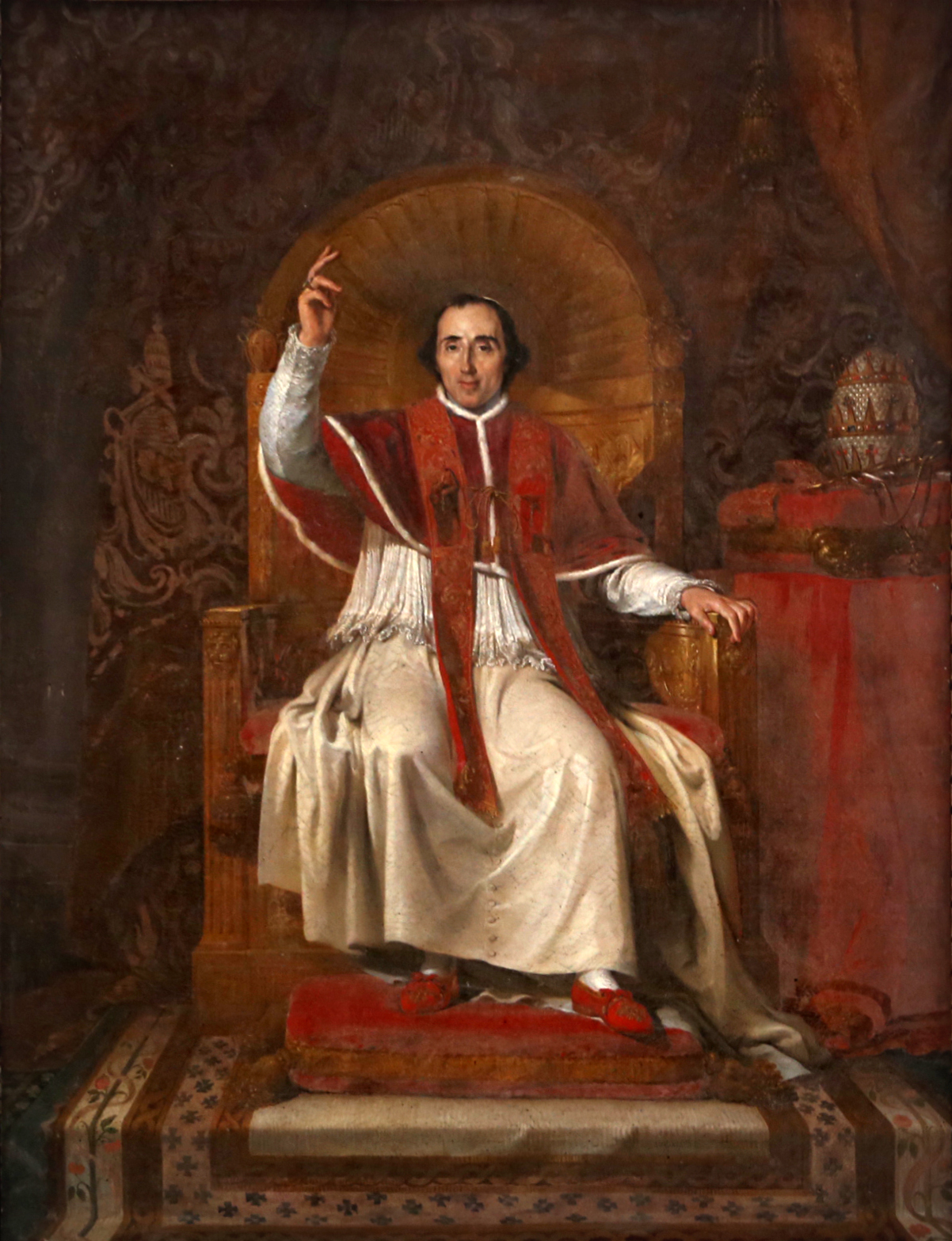
Ritratto di Pio VII di Teodoro Matteini

#### Relazioni con la Francia
Fatta rotta da Venezia a Pesaro sulla fregata austriaca Bellona, raggiunse la Città eterna seguendo il percorso della via Flaminia. A Fano rese omaggio alle spoglie di sua madre nel convento di Santa Teresa. In luglio il pontefice fece finalmente il suo ingresso a Roma, accolto dalla nobiltà romana e dal popolo in tripudio. Trovò le casse dello Stato vuote: il poco che i francesi avevano lasciato era stato sperperato dai napoletani. In agosto nominò Ercole Consalvi, cui in gran parte doveva la tiara, cardinale diacono e Segretario di Stato. Nella scelta del nuovo segretario, Pio VII non si fece influenzare dalle potenze straniere, specialmente dall'Impero austriaco, che voleva fosse nominato un prelato di proprio gradimento. Il pontefice iniziò a occuparsi alacremente delle riforme amministrative, divenute ormai improrogabili. Se già prima della salita al soglio aveva dichiarato che la Chiesa non era incompatibile con la democrazia, nel primo anno di pontificato, il 1801, ordinò con il motu proprio Le più colte la liberalizzazione del settore agrario e di alcune antiche corporazioni, sia per venire incontro alle esigenze materiali della popolazione immiserita dagli anni dell'invasione francese, sia per riconoscere le richieste progressiste ormai diffuse in tutta Europa.

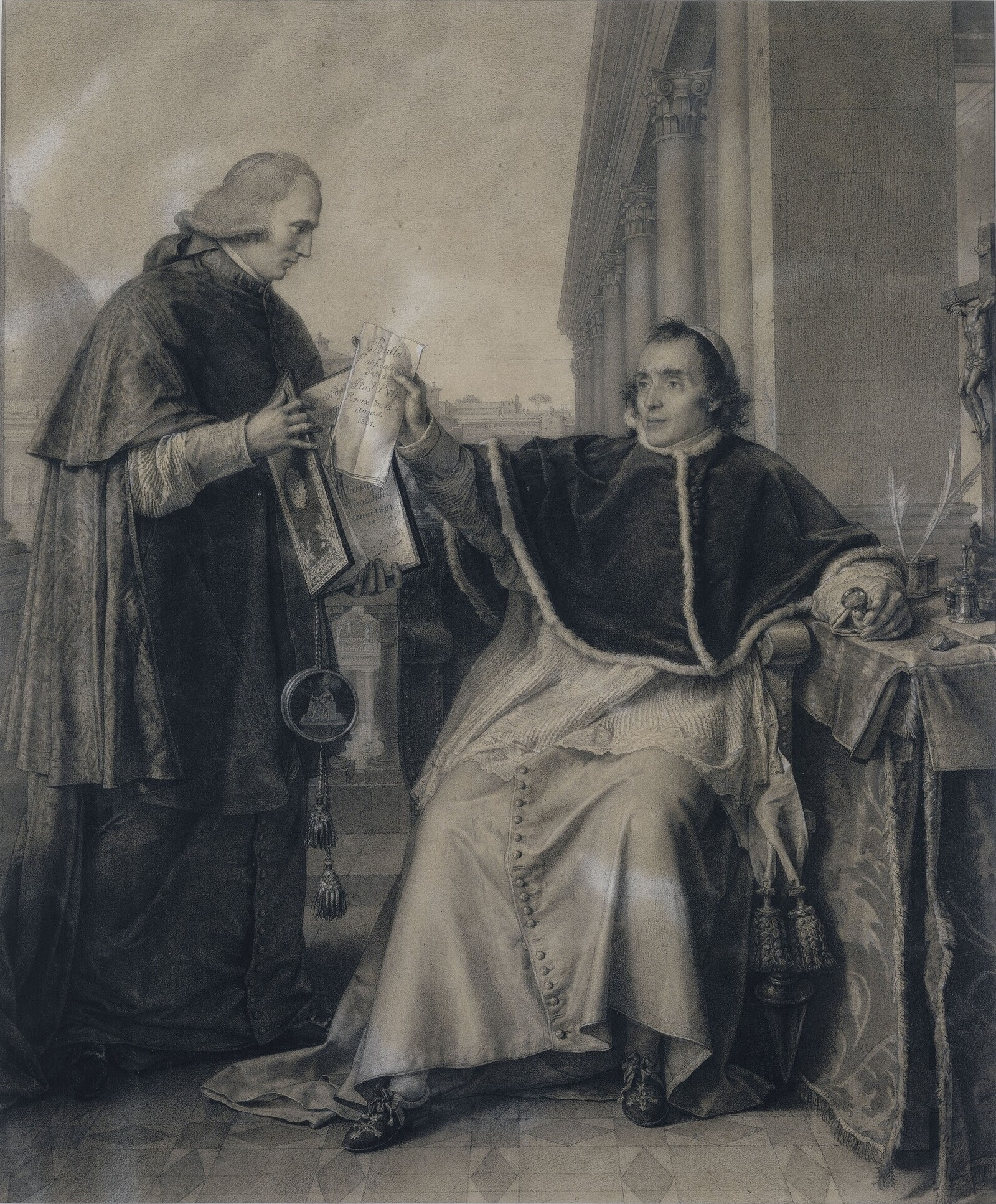
Papa Pio VII riceve dal cardinale Ercole Consalvi la ratifica del Concordato del 15 luglio 1801, di Jean-Baptiste Wicar, 1801

La sua attenzione si concentrò subito dopo sullo stato di anarchia in cui versava la Chiesa francese la quale, oltre a essere travagliata dal vasto scisma causato dalla costituzione civile del clero, aveva a tal punto trascurato la disciplina che gran parte delle chiese era stata chiusa, alcune diocesi erano prive di vescovo mentre altre ne avevano addirittura più di uno, e intanto il giansenismo e la pratica del matrimonio degli ecclesiastici si stavano diffondendo e fra i fedeli serpeggiava l'indifferenza se non, addirittura, l'ostilità. Incoraggiato dal desiderio del Bonaparte di ristabilire il prestigio della Chiesa cattolica in Francia, Pio VII negoziò il famoso Concordato del 1801, sottoscritto a Parigi il 15 luglio e successivamente ratificato il 14 agosto dello stesso anno. L'importanza di questo accordo fu tuttavia notevolmente stemperata dai cosiddetti "articoli organici", aggiunti dal governo francese l'8 aprile 1803. Nello stesso periodo volle riportare la salma del suo predecessore in Italia. Con un grande gesto simbolico, dispose i funerali solenni per Pio VI, che si svolsero a Roma il 18 febbraio 1802.

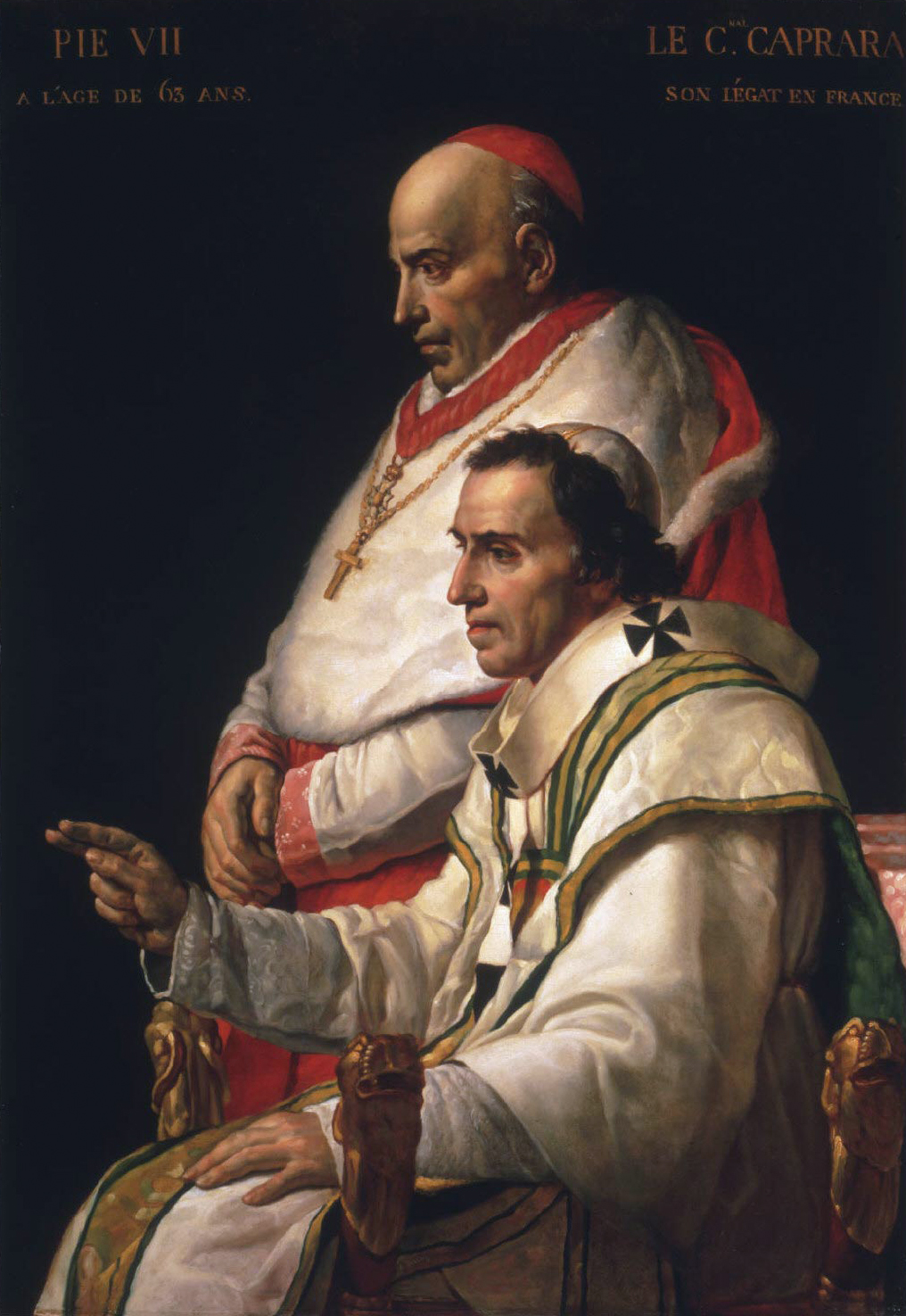
Pio VII con il cardinale Giovanni Battista Caprara Montecuccoli;
particolare dell'Incoronazione di Napoleone di Jacques-Louis David

Nel 1804 Napoleone iniziò a trattare con il papa la propria formale e diretta investitura come imperatore. Dopo alcune esitazioni Pio VII si lasciò convincere a celebrare la cerimonia nella cattedrale di Notre-Dame e a prolungare la sua visita a Parigi per altri quattro mesi ma, contrariamente alle sue aspettative, ne ricevette in cambio solo pochissime concessioni, peraltro di secondaria importanza. Ciò nonostante le acclamazioni entusiastiche del popolo francese verso Chiaramonti, ovunque egli passasse, erano tante e tali che non solo Napoleone se ne infastidì moltissimo (e divenne più scontroso con il pontefice), ma Pio VII capì che la fede, in Francia, stava rinascendo davvero. Dopo essere rientrato a Roma il 16 maggio 1805 convocò il collegio cardinalizio e ai porporati presentò il viaggio come un’esperienza complessivamente positiva.
Nonostante ciò lo scetticismo prese presto il sopravvento quando Napoleone cominciò a non rispettare il concordato del 1801, arrivando al punto di pronunciare d'autorità lui stesso l'annullamento del matrimonio del fratello Girolamo con la moglie, Elizabeth Patterson un'americana di Baltimora. La pressione della Francia montò così rapidamente che il 2 febbraio 1808 Roma fu occupata dal generale Miollis e, un mese più tardi, le province di Ancona, Macerata, Pesaro e Urbino furono annesse al Regno d'Italia. Rotte le relazioni diplomatiche fra Napoleone e Roma, con un decreto emesso a Schönbrunn l'11 maggio 1809 l'imperatore annetteva tutti i territori dello Stato Pontificio all'Impero francese.

#### Il papa in esilio a Savona (1809-1814)
(Risposta di Pio VII all'ufficiale napoleonico che, entrato al Quirinale, gli intimò di cedere alla Francia i territori dello Stato Pontificio)
Il 10 giugno 1809 su Castel Sant'Angelo veniva issata la bandiera francese. Pio VII tentò un ultimo atto: pur senza nominare l'imperatore, emise una bolla di scomunica contro gli invasori. Per evitare un'insurrezione popolare antifrancese, il generale Miollis, di propria iniziativa (come sostenne Napoleone in seguito), o più probabilmente per ordine del generale Radet, prese in custodia il papa stesso.
Nella notte tra il 5 e il 6 luglio, scalate le mura e forzate le porte del Palazzo del Quirinale, i soldati francesi entrarono nello studio del papa. Alle due di notte lo arrestarono e lo condussero così come si trovava dentro una carrozza già pronta che, in gran segreto, partì per la Francia. Roma si accorse solo l'indomani che il papa aveva lasciato la capitale. Con il solo cardinale pro-Segretario di Stato Bartolomeo Pacca al suo fianco, il papa, in un caldo soffocante, fu trascinato senza alcun riguardo attraverso il Lazio e la Toscana, proseguendo via Genova, Torino e il Moncenisio fino a Grenoble, nel Delfinato, dove arrivò il 21 luglio.

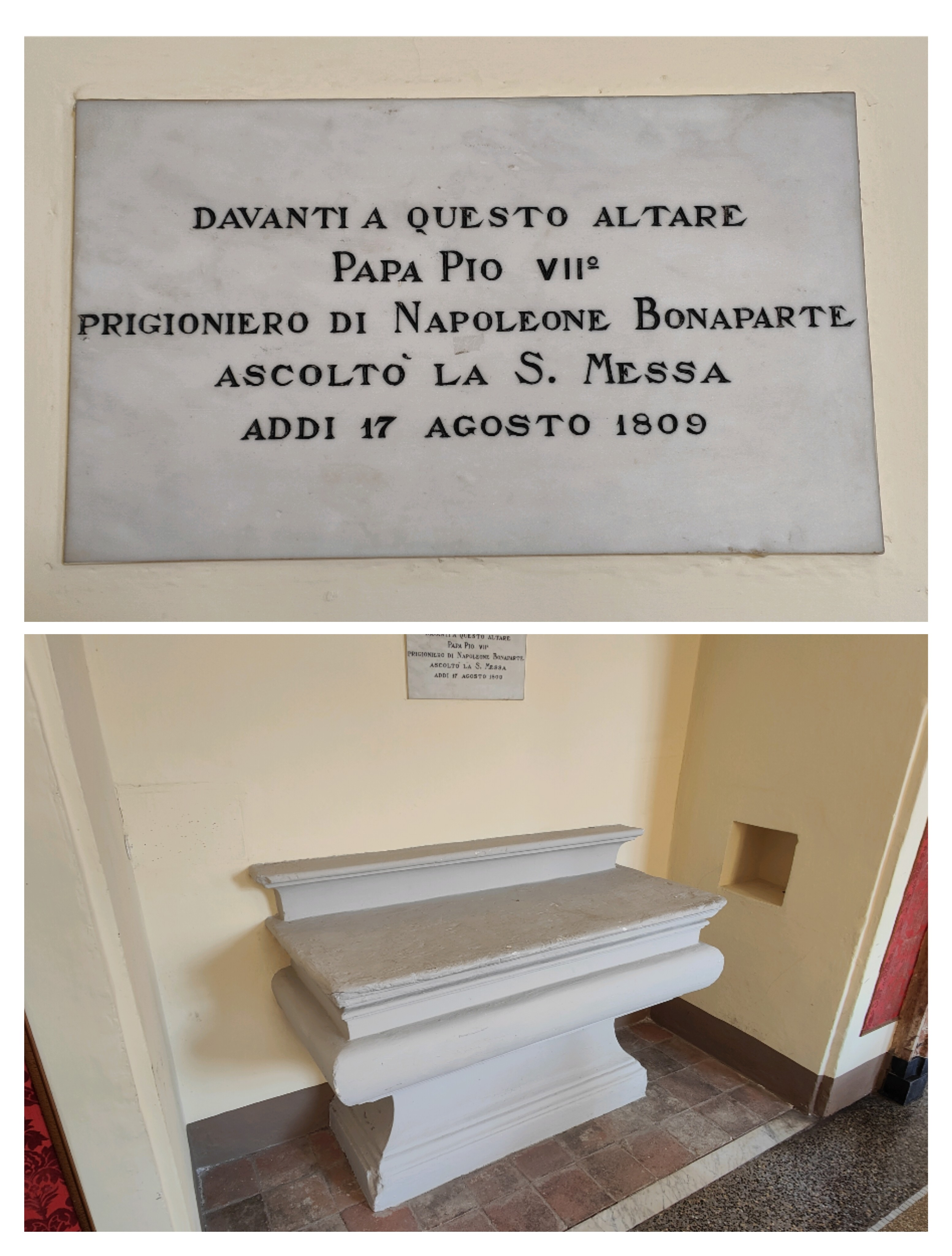
Altare nella sala consiliare del Comune di Millesimo dove Pio VII sostò nel 1809 come prigioniero di Napoleone

L’azione dei francesi suscitò il fortissimo sdegno di tutti i monarchi europei e di tutta la cristianità. Napoleone, allarmato, decise di temporeggiare. Il convoglio, ripartito da Grenoble il 1º agosto, cambiò rotta e, invece di puntare su Parigi, toccò Avignone e poi Arles e Nizza. Scopo di Napoleone era tenere Pio VII prigioniero in Italia.
Da Nizza il convoglio, invece di proseguire lungo la costa, dove avrebbe incontrato l'ostilità delle folle che si accalcavano e lungo le strade acclamando il Papa ed inveendo contro le guardie, si diresse nell'entroterra. Entrando nella valle del Roia a Sospello e superato il colle di Tenda, proseguì per Cuneo, Mondovì, Carcare e il Colle di Cadibona, diretto a Savona. Il 17 agosto 1809, dopo 42 giorni di viaggio quasi ininterrotto, il pontefice arrivò infine a Savona, la città designata da Napoleone per la sua prigionia. Il papa rimase confinato nel Palazzo del Vescovado per quasi tre anni, fino al 9 giugno 1812. Il cardinale Pacca fu invece rinchiuso nel Forte di Fenestrelle in Piemonte.
Fu subito chiesto al pontefice di convalidare l'investitura dei vescovi nominati da Napoleone: Pio VII oppose un deciso rifiuto. Quando i francesi scoprirono che il papa riceveva dei messaggi all'interno del palazzo e riusciva anche a rispondere, gli fu addirittura proibito di leggere e scrivere. Insieme al papa furono espulsi da Roma molti alti prelati, tra cui il Maestro generale dei Domenicani Pio Giuseppe Gaddi, che venne esiliato prima a Parigi e poi ad Auxerre (in Borgogna). Dopo quasi due anni ininterrotti di prigionia, fu estorta al pontefice la promessa verbale di riconoscere l'investitura dei vescovi francesi.
Nel maggio del 1812, con il pretesto che i britannici avrebbero potuto liberare il papa se egli fosse rimasto a Savona, Napoleone obbligò il vecchio e infermo pontefice (a causa della febbre che lo affliggeva) a trasferirsi a Fontainebleau, vicino a Parigi. Il viaggio lo provò al punto tale che, al passo del Moncenisio, gli fu impartita l'estrema unzione. Superato il pericolo e giunto in salvo a Fontainebleau, fu alloggiato con tutti i riguardi nel castello per attendervi il ritorno dell'imperatore da Mosca.
Appena rientrato, Napoleone intavolò immediatamente una serrata trattativa con il papa che, il 25 gennaio 1813, accettò un concordato a condizioni tanto umilianti che, dopo averlo sottoscritto, non riuscì a darsi pace. Chiese ed ottenne di consultarsi con i cardinali, tra cui Bartolomeo Pacca ed Ercole Consalvi e tre giorni dopo lo rigettò. Comunicò la sua decisione per iscritto direttamente all'imperatore (che la tenne segreta), poi la rese pubblica il 24 marzo dello stesso anno. Nel mese di maggio, infine, osò sfidare apertamente il potere dell'imperatore dichiarando nulli tutti gli atti ufficiali firmati dai vescovi francesi.
Il 19 ottobre dello stesso anno Napoleone fu sconfitto a Lipsia. Di fronte alla penetrazione degli eserciti della Sesta coalizione in territorio francese, l'imperatore decise di fare ricondurre il suo prigioniero a Savona prima che lo liberassero gli alleati. Pio VII partì da Fontainebleau domenica 23 gennaio 1814 in forma privata, vestito da vescovo. Fu condotto a Nizza attraverso un percorso tortuoso per aggirare la valle del Rodano, dove il fermento antibonapartista era al culmine. Il lungo percorso del prigioniero si tramutò in un trionfo: folle esultanti si accalcarono al passaggio dell'anziano pontefice attraverso il sud della Francia. Il 16 febbraio Pio VII entrò nuovamente in Savona, tra ali di folla entusiaste dell'ulteriore soggiorno del Pontefice. Fu qui, probabilmente, che gli fu data la notizia che Roma era stata liberata dal dominio francese.

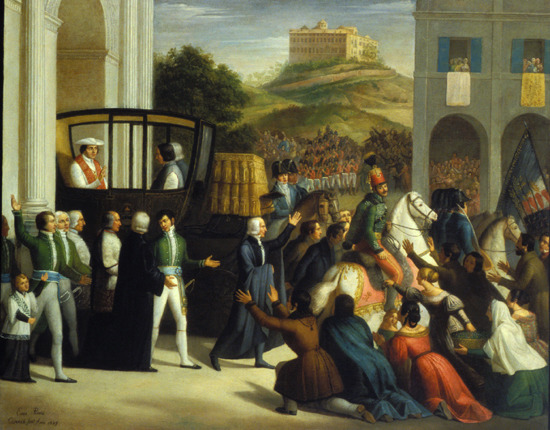
L'entrata di papa Pio VII a Cesena, di Enea Peroni, 1839, olio su tela, Cesena

Il precipitare degli eventi, che avrebbero poi portato all'abdicazione in aprile, indussero Napoleone a liberarlo definitivamente. Il generale ordinò che il papa fosse condotto a Bologna, ove fece il suo ingresso il 31 marzo, dopo oltre quattro anni di prigionia. Il 2 aprile era già ad Imola, diocesi che reggeva dal 1785 e che non aveva abbandonato anche se era stato eletto pontefice. Dopo aver celebrato la Pasqua nella cattedrale imolese (10 aprile), si diresse a Forlì: gli abitanti gli tributarono un'accoglienza trionfale, tanto che autorità e popolo, impazienti di vederlo, gli andarono incontro fuori delle mura. Entrato in città, il papa accettò l'ospitalità del vescovo Andrea Bratti, con ciò perdonandogli il fatto che, nonostante l'opposizione del suo stesso Capitolo, si fosse schierato al fianco delle autorità politiche francesi. Poi, dopo un passaggio a Ravenna, si fermò a Cesena, sua città natale, dal 20 aprile al 7 maggio. Il 15 maggio si recò al santuario di Loreto a rendere grazie per l'avvenuta liberazione. Il 24 fece il suo ingresso a Roma accolto dalla folla esultante: erano passati esattamente 4 anni, 10 mesi e 9 giorni dalla sua partenza forzata dalla capitale.
Una delle prime decisioni di Pio VII dopo il reinsediamento in Vaticano fu, il 7 agosto 1814, la ricostituzione della Compagnia di Gesù, soppressa nel 1773 da Clemente XIV, con la bolla Sollicitudo omnium ecclesiarum. Nel 1814 introdusse nel calendario liturgico romano la festa di Maria Addolorata, fissando la data al 15 settembre . Inoltre, in onore alla data del suo rientro trionfale a Roma, Pio VII istituì, il 15 settembre 1815, la festa di Maria Ausiliatrice (o Maria Aiuto dei cristiani), data che venne fissata al 24 maggio; originariamente tale festa era limitata alla Chiesa romana, ma fu adottata dalle diocesi toscane già nel 1816, e poi estesa alla Chiesa universale.

#### La Restaurazione
Il 1814 fu l'anno del Congresso di Vienna. La Santa Sede inviò il cardinale Ercole Consalvi, Segretario di Stato, che si assicurò la restituzione di quasi tutti i territori sottratti allo Stato della Chiesa. Successivamente veniva soppressa nello Stato Pontificio la legislazione introdotta dalla Francia e venivano reintrodotte le congregazioni dell'Indice e dell'Inquisizione; inoltre, durante il Congresso di Vienna, il pontefice combatté e vinse l'importante battaglia dell'abolizione della schiavitù.

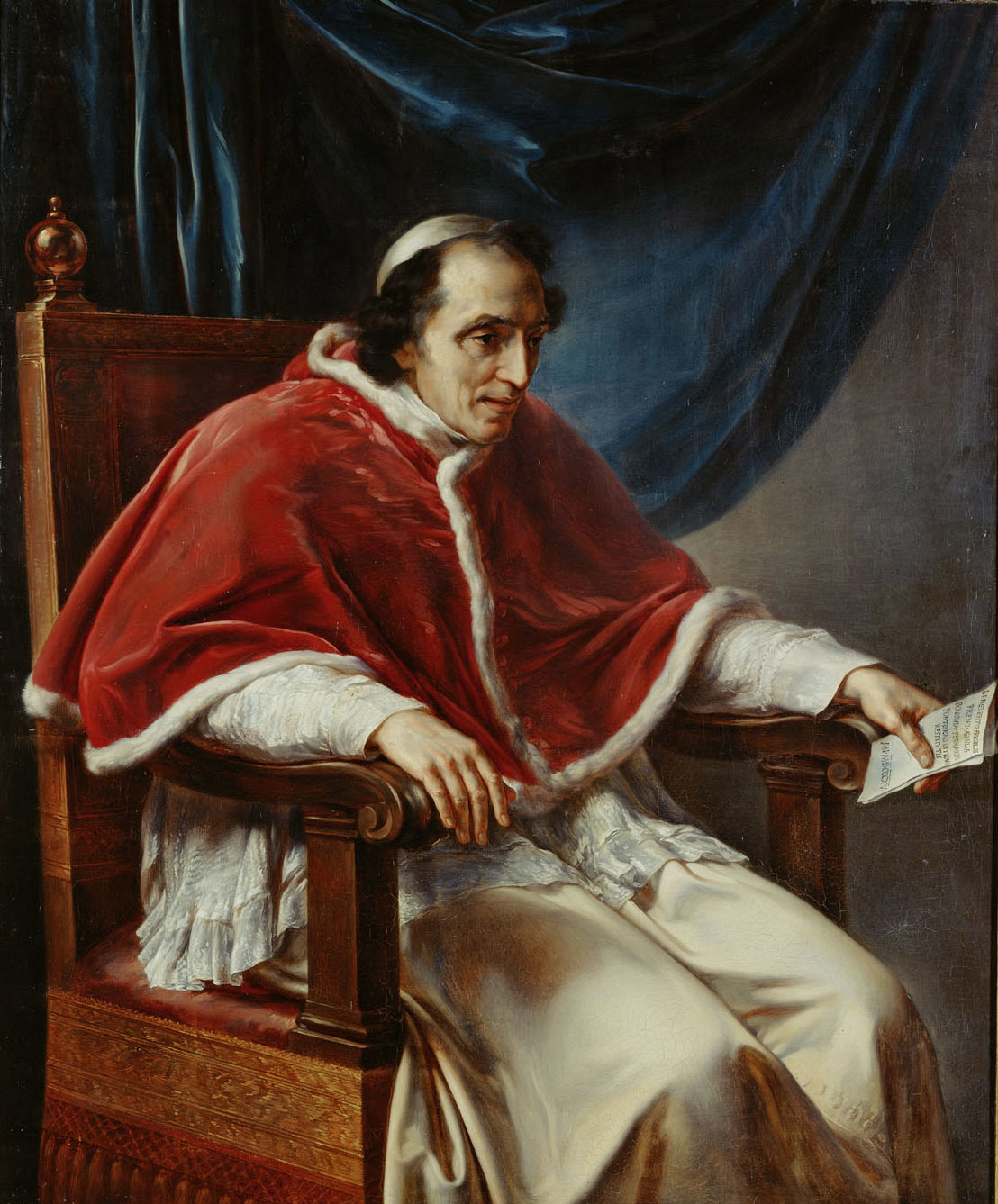
Ritratto di Papa Pio VII, di Vincenzo Camuccini, 1815, olio su tela, 137x112,5 cm, Kunsthistorisches Museum, Vienna

Nel 1815 il re di Napoli Gioacchino Murat, durante i Cento giorni di Napoleone, attaccò lo Stato Pontificio. Tra il 22 marzo e l'inizio di giugno Pio VII si rifugiò fuori dell'Urbe. Prima si trasferì a Genova, poi sostò a Torino (19 maggio), ospite di Vittorio Emanuele I, e quindi raggiunse Piacenza e, di qui, seguì la via Emilia fino a Bologna, poi Firenze (1º giugno) per entrare infine nei suoi territori. Il 7 giugno rientrò a Roma. Uno dei suoi primi atti fu la riconferma del cardinale Consalvi come segretario di stato (5 luglio). Nei mesi successivi accolse come rifugiati politici alcuni parenti di Napoleone.

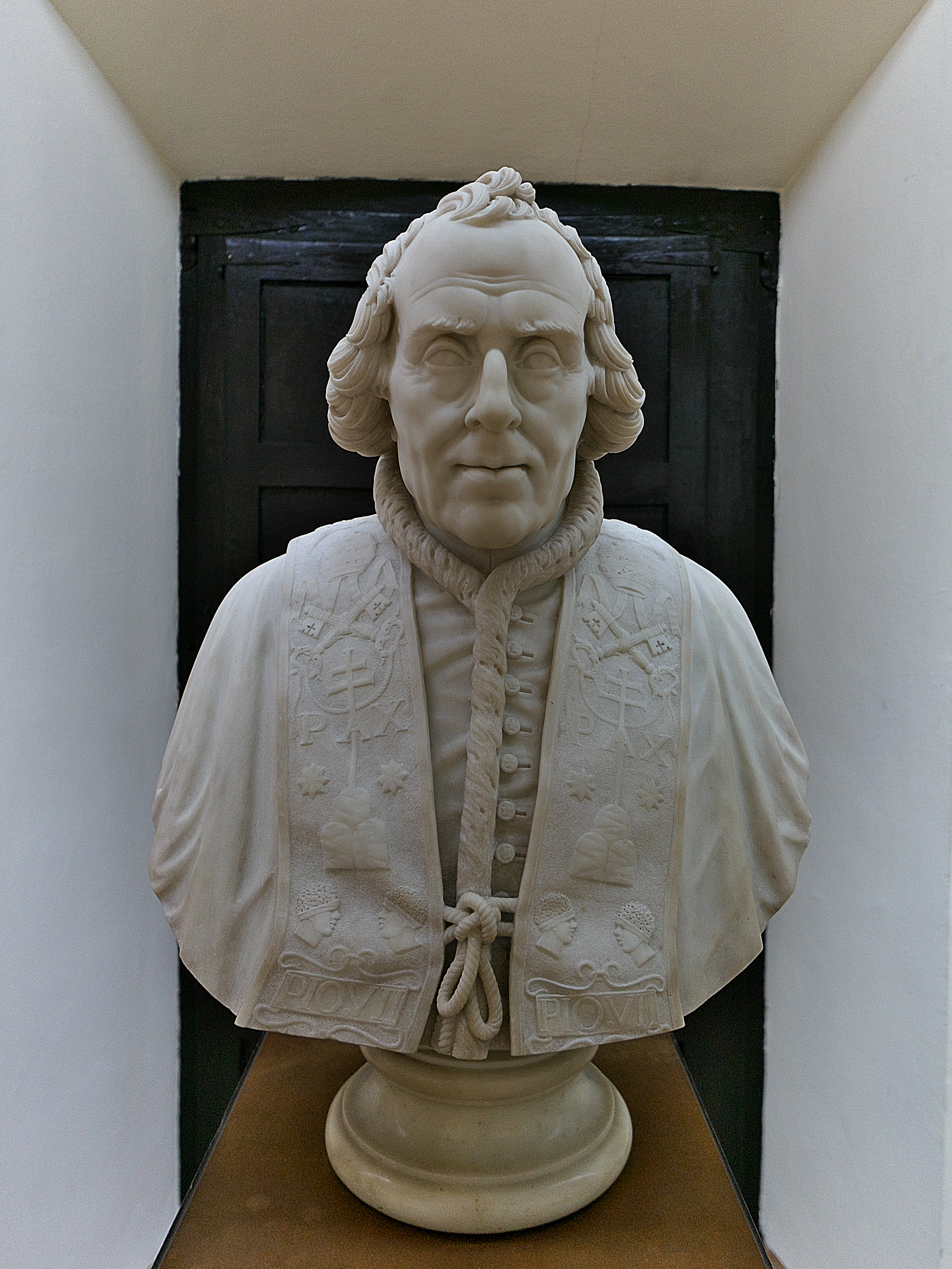
Busto di Pio VII, di Antonio Solá, 1815, Museo delle Belle Arti delle Asturie, Oviedo

Pio VII incaricò Consalvi di realizzare le riforme contenute nel motu proprio Quando per ammirabile disposizione, emanato il 6 luglio 1816. Il provvedimento avviava la riforma dell'amministrazione dello Stato Pontificio. Le novità più rilevanti riguardavano: 
- la nuova ripartizione territoriale dello Stato, suddiviso in tredici delegazioni e quattro legazioni (Bologna, Ferrara, Ravenna e Forlì), oltre al Distretto di Roma ribattezzato Comarca;
- la prossima emanazione di un Codice civile, che fu avviata nel 1817 con la pubblicazione del Codice di procedura civile;
- la riforma del catasto, al fine di rendere più efficace la tassazione soprattutto delle tenute agricole. Iniziato durante il suo pontificato, fu ultimato dal successore Leone XII, prendendo così il nome di Catasto Piano-Gregoriano.

Nel 1821 Pio VII proibì tutte le società segrete, pena la scomunica, con la bolla Ecclesiam a Jesu. Il provvedimento colpì anche i Carbonari.
Il capolavoro diplomatico del Consalvi fu una serie di concordati stipulati a condizioni particolarmente vantaggiose con tutti gli Stati di religione cattolica, a eccezione dell'impero austriaco. Negli ultimi anni del pontificato di Pio VII la città di Roma fu molto ospitale verso tutte le famiglie regnanti, i cui rappresentanti vi si recarono spesso; il pontefice fu particolarmente benigno verso i sovrani in esilio, dimostrando una notevole e singolare magnanimità anche nei confronti della famiglia di Napoleone.

#### Risoluzioni su temi storici e scientifici

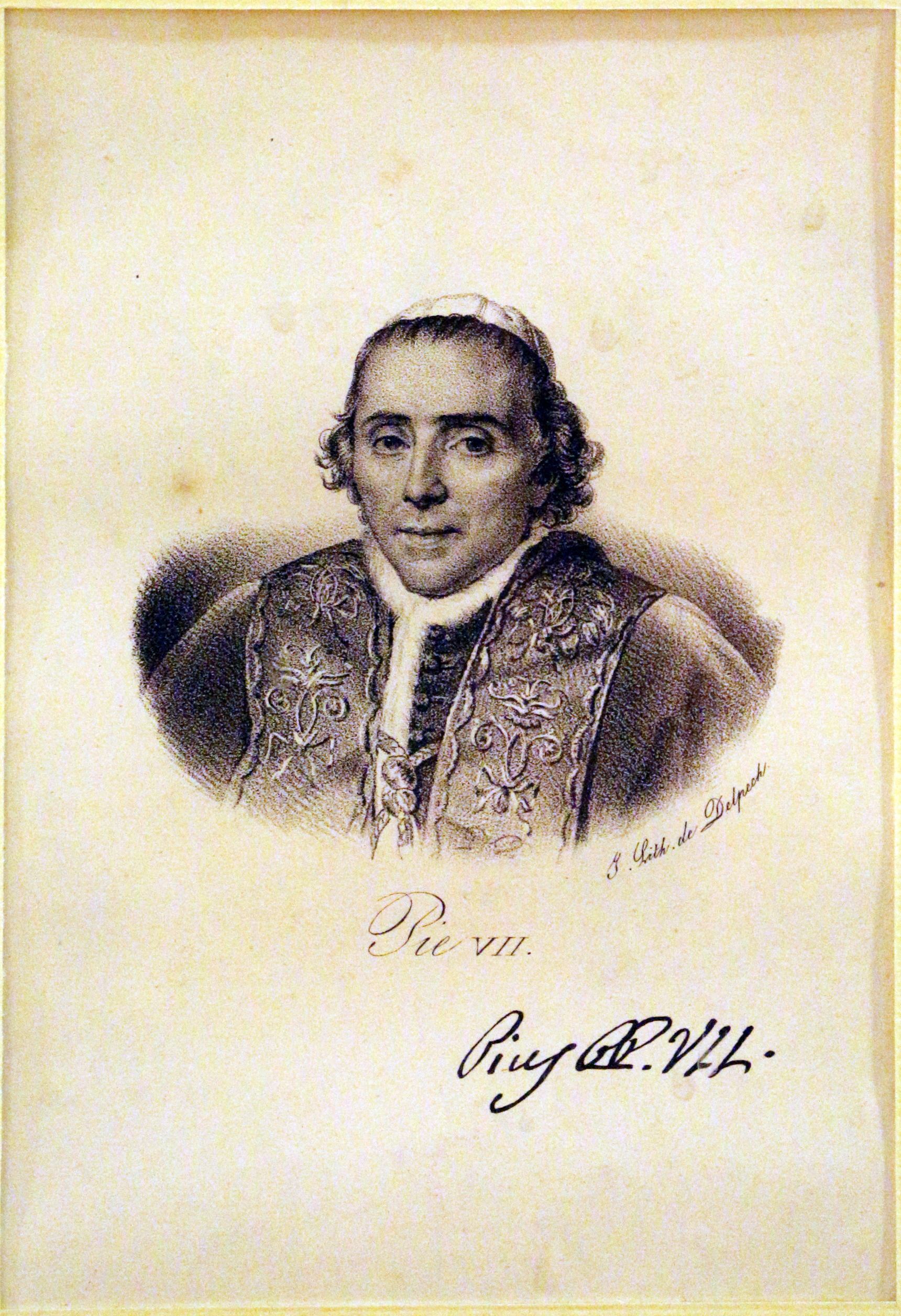
Autografo di Pio VII

Nel 1815 fu istituita la prima cattedra universitaria di Chirurgia presso l'Università La Sapienza nell'antico nosocomio di San Giacomo in Augusta: il primo direttore ne fu il chirurgo Giuseppe Sisco. 
Con il motu proprio del 1816 Quando per ammirabile disposizione (titolo V) fu fondata a Roma l'Università per ingegneri con il fine della supervisione delle strade e delle opere civili, sul modello di quella francese. Il motu proprio risulta particolarmente rilevante anche perché sancì l'abolizione perpetua della tortura («l'uso dei tormenti», Titolo 3, art. 96) e la soppressione del rapporto feudale di vassallaggio (Titolo 2, art. 29).
Nel 1820 il canonico Giuseppe Settele, professore di ottica e di astronomia presso l'Università La Sapienza, si appellò al pontefice dopo che la Congregazione per la dottrina della fede (Sant'Uffizio) non aveva concesso l'imprimatur al suo manuale dal titolo Elementi di Astronomia perché nel volume II dell'opera vi era un riferimento alla teoria eliocentrica copernicana, che veniva esposta come teoria assodata e non come mera ipotesi. Il 16 agosto dello stesso anno Pio VII accolse l'appello del professore pubblicando un decreto di approvazione. Nel 1822 la Congregazione del Sant'Uffizio rimosse il divieto di pubblicazione dei libri che trattano del moto della Terra in conformità con l'astronomia moderna e il papa ratificò la decisione. Con tale affermazione il pontefice chiuse in sede formale la vicenda galileiana.

Dall'edizione 1835 dell'Indice il Dialogo dei due massimi sistemi di Galileo Galilei non fece più parte della lista dei libri proibiti. La dimostrazione definitiva della correttezza della teoria eliocentrica arrivò nel 1851 per opera del fisico Jean Bernard Léon Foucault, attraverso l'esperimento del Pendolo di Foucault.
Nel 1822 il pontefice emanò, con il sostegno del cardinale Consalvi, un editto a favore della vaccinazione. Questi tentativi riformatori ebbero molto spesso l'importante collaborazione del cardinal Consalvi, fedele collaboratore del papa. Infine al Campo Vaccino, sede dell'antico foro romano, vide la soppressione del mercato agricolo e l'inizio dell'interesse antiquario del passato classico, con i primi scavi archeologici sistematici con Carlo Fea, che intraprese scavi anche sul colle capitolino, nonché il riconoscimento papale della Pontificia accademia romana di archeologia.

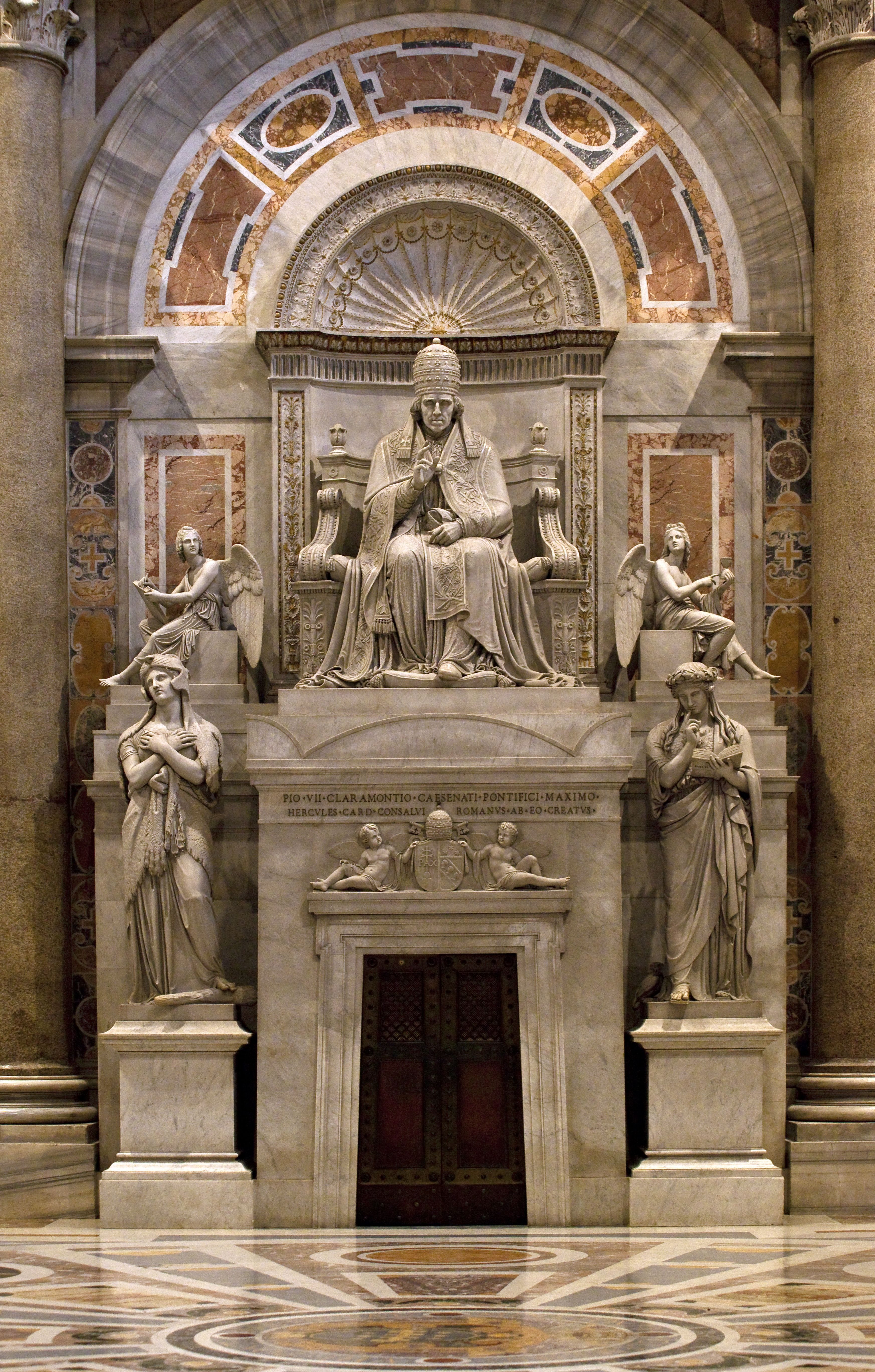
Monumento sepolcrale a Pio VII realizzato da Bertel Thorvaldsen nella Cappella Clementina, basilica di San Pietro

#### Gli ultimi anni
Notevole fu anche l'accoglienza riservata ai maggiori artisti dell'epoca, fra cui molti scultori. Un anno prima della morte eresse sul Pincio l'obelisco, rinvenuto nel XVI secolo e mai innalzato, che l'imperatore romano Adriano aveva fatto scolpire per l'amato e idolatrato Antinoo, annegato a vent'anni e in seguito divinizzato.
Lo scultore protestante Bertel Thorvaldsen gli costruì lo splendido mausoleo, in cui furono deposte le spoglie del pontefice: tale mausoleo rimane a tutt'oggi la sola opera d'arte della basilica di San Pietro eseguita da un artista di fede dichiaratamente non cattolica.
Il pontefice spirò il 20 agosto 1823, pochi giorni dopo avere compiuto ottantun anni, a seguito di una caduta in cui si era rotto il femore, avvenuta il 6 luglio. I costi del mausoleo furono sostenuti dal cardinal Ercole Consalvi e l'iscrizione ricorda l'affetto del porporato per il "suo" papa:

## Concistori per la creazione di nuovi cardinali
Pio VII durante il suo pontificato creò 99 cardinali nel corso di 19 distinti concistori.

## Beatificazioni e canonizzazioni del pontificato

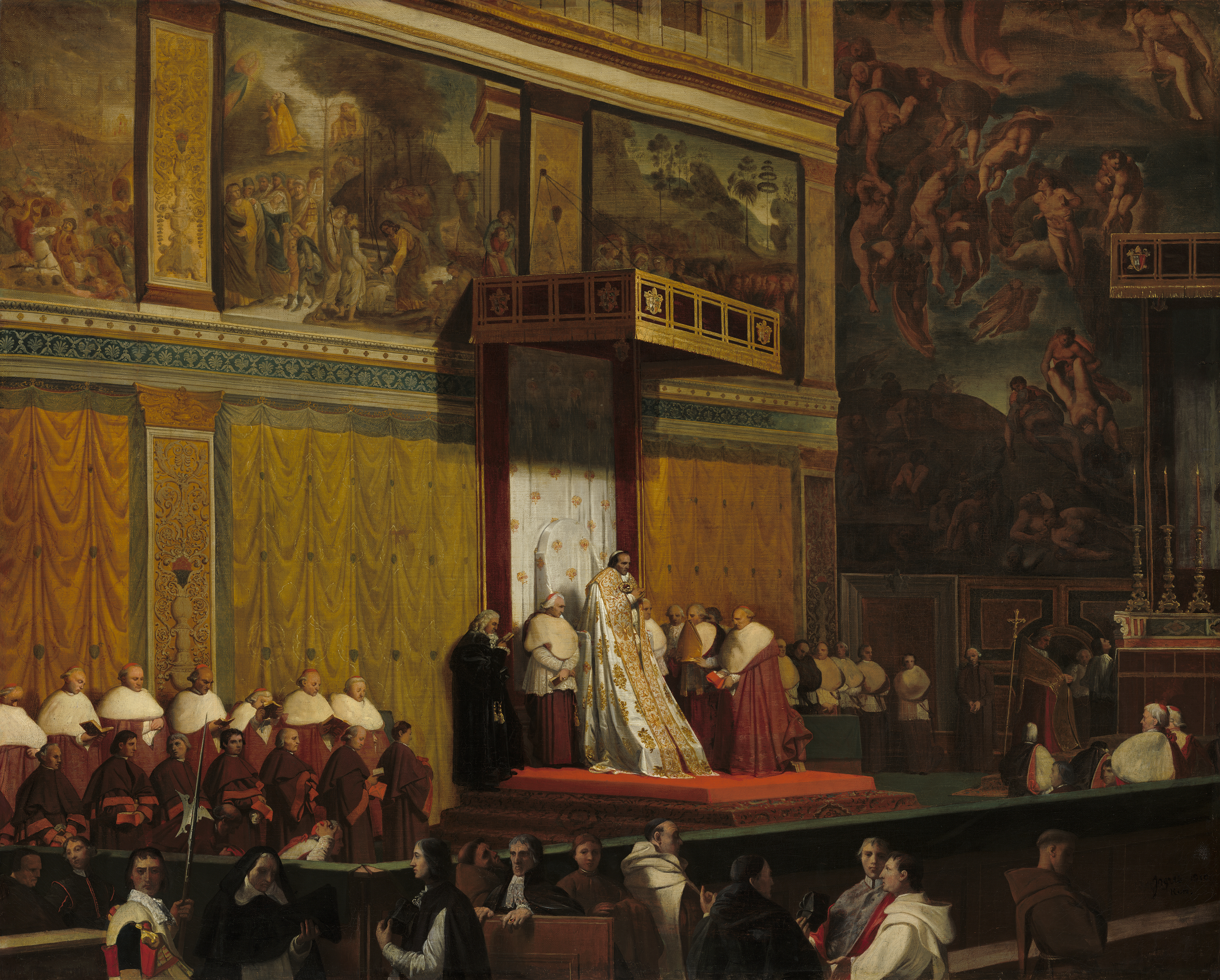
Papa Pio VII nella Cappella Sistina, di Jean-Auguste-Dominique Ingres, 1914, National Gallery of Art, Washington

## Genealogia episcopale e successione apostolica
La genealogia episcopale è:
- Cardinale Scipione Rebiba
- Cardinale Giulio Antonio Santori
- Cardinale Girolamo Bernerio, O.P.
- Arcivescovo Galeazzo Sanvitale
- Cardinale Ludovico Ludovisi
- Cardinale Luigi Caetani
- Cardinale Ulderico Carpegna
- Cardinale Paluzzo Paluzzi Altieri degli Albertoni
- Papa Benedetto XIII
- Papa Benedetto XIV
- Papa Clemente XIII
- Cardinale Francesco Saverio de Zelada
- Papa Pio VII

La successione apostolica è:
- Arcivescovo Antonio Codronchi (1785)
- Arcivescovo Alessandro Alessandretti (1787)
- Vescovo Giacomo Boschi (1788)
- Cardinale František Herzan von Harras (1800)
- Vescovo Gioacchino Tosi (1804)
- Arcivescovo Dominique-Georges-Frédéric Dufour de Pradt (1805)
- Vescovo Gabriel-Laurent Paillou (1805)
- Cardinale Giulio Gabrielli il Giovane (1808)
- Cardinale Diego Innico Caracciolo di Martina (1814)
- Cardinale Antonio Lamberto Rusconi (1816)
- Cardinale Nicola Riganti (1816)
- Vescovo Johann Baptist Judas Thaddeus von Keller (1816)
- Vescovo Emanuele Custo (1816)

## La causa di beatificazione e canonizzazione

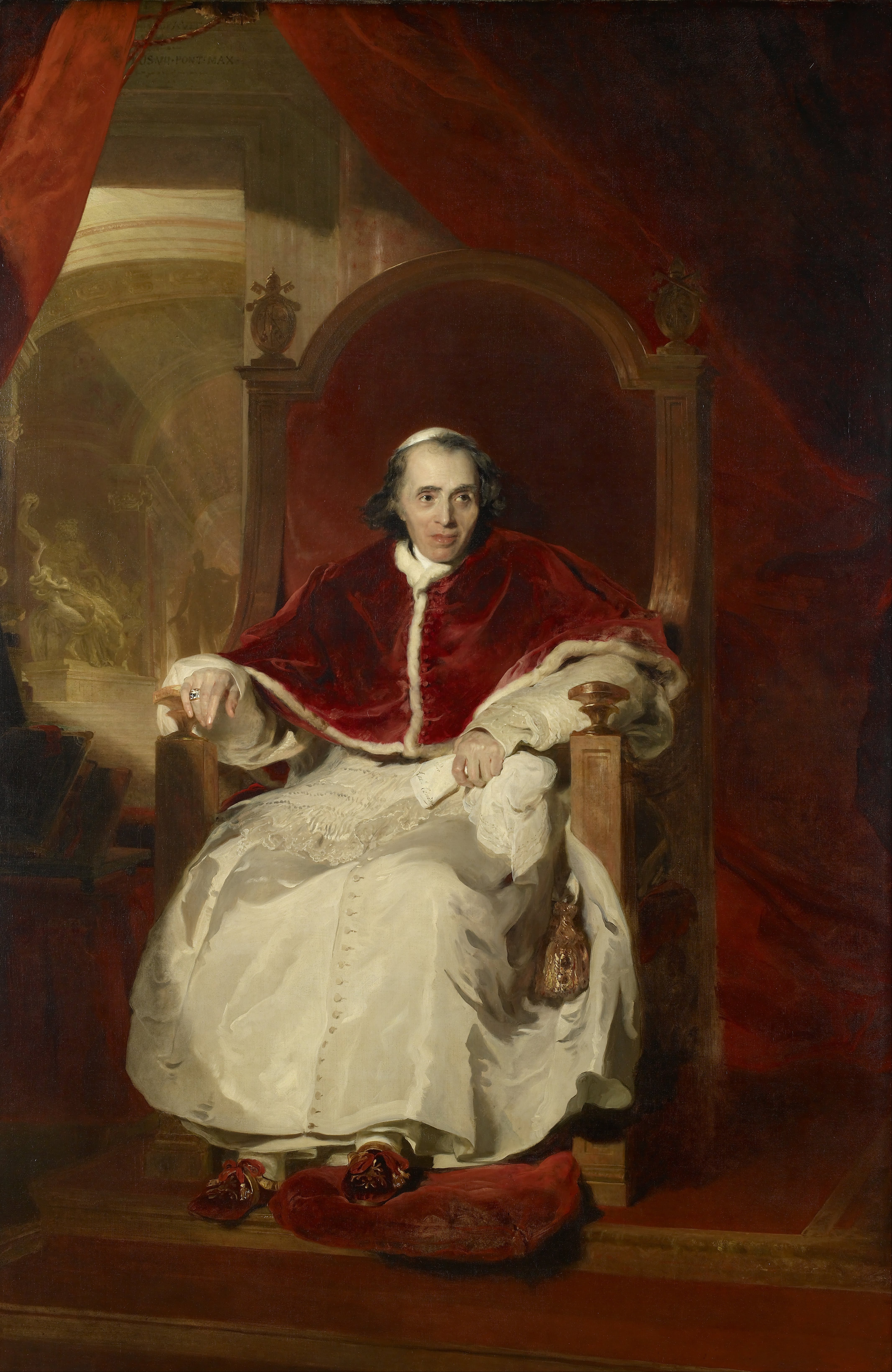
Ritratto di Pio VII, di Thomas Lawrence, 1819, olio su tela, Camera di Waterloo, Castello di Windsor

Il 15 agosto 2007 la Congregazione delle cause dei santi ha concesso al vescovo di Savona-Noli Domenico Calcagno il nulla osta all'apertura del processo diocesano per la beatificazione di papa Pio VII. Da quella data il pontefice assume il titolo di Servo di Dio. Con una lettera inviata alla diocesi di Savona-Noli, viene concesso, su richiesta del cardinale Camillo Ruini, vicario generale per la diocesi di Roma, e dello stesso monsignor Calcagno, di condurre un'accurata indagine sulla vita, le virtù e la fama di santità del pontefice cesenate. Il suo processo di beatificazione avrebbe dovuto, secondo le normative canoniche, essere avviato dalla diocesi di Roma, città in cui il pontefice morì, ma la Curia romana si convinse ad affidare questo iter alla diocesi di Savona-Noli. Pio VII incontrò, infatti, il conforto e la solidarietà della popolazione savonese durante una delle fasi più intense e critiche della sua vita.
Domenica 31 ottobre 2021 nel duomo di Savona, con la cerimonia della prima sessione, è iniziata ufficialmente la fase istruttoria della causa di beatificazione. Durante la cerimonia hanno prestato giuramento, davanti al vescovo di Savona-Noli Calogero Marino, gli attori della causa: il delegato vescovile monsignor Vittorio Lupi, il postulatore della causa don Giovanni Margara, il vicepostulatore Ilaria Giusto e il promotore di giustizia don Selvaraj Devasahayam, con notaio della cerimonia don Silvester Soosai. La fase istruttoria si avvale del lavoro di ricerca storico-critica su Pio VII condotto da un’apposita commissione formata dai professori Giulio Fiaschini, Giuseppina Vivaldo e Gianfranco Ricci, i quali hanno proseguito sul solco degli importanti studi realizzati da don Giovanni Farris su papa Chiaramonti. Del pontefice, durante la cerimonia, è stata lodata soprattutto la grande spiritualità e l'umanità. Don Margara, postulatore della causa, si è così espresso riguardo Pio VII:

## Curiosità
- Lungo la strada che congiunge il comune spezzino di Beverino con la frazione di Padivarma, si trova la "Fontana del Papa", ove Pio VII si fermò a bere l'11 luglio 1809 durante il tragitto che lo avrebbe condotto da Firenze a Savona come prigioniero di Napoleone.[30]
- A Vernante, in provincia di Cuneo, esiste ancora oggi una fontana conosciuta come la "Fontana di Fontainebleau". Il 12 agosto 1809 Pio VII, passando appunto per questo paese e sofferente per il gran caldo, chiese alle donne del luogo se avessero acqua da offrirgli. Una donna gli porse un bicchiere d'acqua, dicendogli che l'aveva attinta suo figlio poco prima alla fontana. Il papa la bevve e disse che era molto buona, aggiungendo che gli sembrava l'acqua di Fontainebleau.
- La località toscana Sosta del Papa, frazione del comune di Barberino Val d'Elsa, ha preso il nome da un fatto di vita quotidiana che il 2 giugno 1815 vide protagonista, suo malgrado, Pio VII: durante il lungo viaggio verso Roma di ritorno dal Regno di Sardegna dove si era rifugiato dopo l'attacco di Gioacchino Murat, re di Napoli, allo Stato Pontificio durante i cento giorni di Napoleone, pare che il pontefice fosse stato colto in questa zona da un'improvvisa necessità fisiologica. Fermatosi in una casa colonica del luogo per l'uso dei servizi igienici, la sosta del Pontefice fu limitata al tempo strettamente necessario al bisogno, ma i proprietari dalla casa, compiaciutissimi della clamorosa e inaspettata visita, vollero ricordare l'evento con una lapide. In seguito la località stessa ne prese il nome.
- Nel film Il Marchese del Grillo, la figura di Pio VII è interpretata da Paolo Stoppa.
- Nella Reggia di Caserta è presente un busto di Pio VII datato 1817, realizzato in origine per il convento di San Martino a Monreale. L'opera, firmata dallo scultore palermitano Leonardo Pennino, si rifà al busto scolpito nel 1807 da Antonio Canova, oggi conservato nella Protomoteca Capitolina di Roma.

## Onorificenze
Il papa è sovrano degli ordini pontifici della Santa Sede mentre il Gran magistero delle singole onorificenze può essere mantenuto direttamente dal pontefice o concesso a una persona di fiducia, solitamente un cardinale.

## Pio VII nel cinema
- La battaglia di Austerlitz, regia di Abel Gance (1960) – Pio VII, interpretato da Vittorio De Sica, si vede quando viene chiamato a Parigi, per l'incoronazione di Napoleone a Imperatore dei Francesi, nel 1804.
- Il marchese del Grillo, regia di Mario Monicelli (1981) - Pio VII è interpretato in chiave comica e al tempo stesso severa da Paolo Stoppa durante l'ingresso delle truppe francesi al Quirinale (in assenza di Alberto Sordi). Curiosamente, al papa romagnolo viene attribuito da Stoppa un marcato accento romano.
- Napoléon, regia di Yves Simoneau (2002) - Pio VII è interpretato da John Wood nel secondo episodio della miniserie televisiva, in cui si narrano gli eventi relativi all'incoronazione di Napoleone.
- Gloria!, regia di Margherita Vicario (2024) – Pio VII qui è interpretato da Michele Polo.